# Gakovo
Gakovo (izvirno srbsko Гаково) je naselje v Srbiji, ki upravno spada pod Mesto Sombor; slednja pa je del Zahodnobačkega upravnega okraja.

## Demografija
V naselju živi 1.746 polnoletnih prebivalcev, pri čemer je njihova povprečna starost 39,4 let (38,3 pri moških in 40,5 pri ženskah). Naselje ima 694 gospodinjstev, pri čemer je povprečno število članov na gospodinjstvo 3,17.
To naselje je, glede na rezultate popisa iz leta 2002, v glavnem srbsko.
|  |

| Demografija | Demografija     | Demografija     |
| Leto        | Št. prebivalcev | Št. prebivalcev |
| ----------- | --------------- | --------------- |
|             |                 |                 |
|             |                 |                 |
|             |                 |                 |
|             |                 |                 |
| 1948        | 62              |                 |
| 1953        | 1477            |                 |
| 1961        | 2022            |                 |
| 1971        | 2014            |                 |
| 1981        | 2122            |                 |
| 1991        | 2073            | 2059            |
| 2002        | 2236            | 2201            |
|             |                 |                 |

| Etnična sestava po popisu iz leta 2002 | Etnična sestava po popisu iz leta 2002 | Etnična sestava po popisu iz leta 2002 | Etnična sestava po popisu iz leta 2002 | Etnična sestava po popisu iz leta 2002 |
| -------------------------------------- | -------------------------------------- | -------------------------------------- | -------------------------------------- | -------------------------------------- |
| Srbi                                   | Srbi                                   |                                        | 1.805                                  | 82,00%                                 |
| Hrvati                                 | Hrvati                                 |                                        | 101                                    | 4,58%                                  |
| Jugoslovani                            | Jugoslovani                            |                                        | 101                                    | 4,58%                                  |
| Madžari                                | Madžari                                |                                        | 46                                     | 2,08%                                  |
| Makedonci                              | Makedonci                              |                                        | 17                                     | 0,77%                                  |
| Črnogorci                              | Črnogorci                              |                                        | 14                                     | 0,63%                                  |
| Bunjevci                               | Bunjevci                               |                                        | 10                                     | 0,45%                                  |
| Romi                                   | Romi                                   |                                        | 6                                      | 0,27%                                  |
| Nemci                                  | Nemci                                  |                                        | 4                                      | 0,18%                                  |
| Bošnjaki                               | Bošnjaki                               |                                        | 4                                      | 0,18%                                  |
| Muslimani                              | Muslimani                              |                                        | 3                                      | 0,13%                                  |
| Ukrajinci                              | Ukrajinci                              |                                        | 2                                      | 0,09%                                  |
| Slovaki                                | Slovaki                                |                                        | 1                                      | 0,04%                                  |
| Albanci                                | Albanci                                |                                        | 1                                      | 0,04%                                  |
| Neznano                                | Neznano                                |                                        | 1                                      | 0,04%                                  |